# فاوستينو مينيديث بيدال دي ناباسكيس
فاوستينو مينينديث-بيدال دي ناباسكيس
عالم أنساب وشعارات إسباني
فاوستينو مينينديث بيدال دي ناباسكيس (سرقسطة، 15 نوفمبر 1924 – سينترونيغو، 21 أغسطس 2019) كان واحدًا من أبرز علماء الأنساب، وخبراء دراسة الأختام (السجلوغرافيا)، وخبراء علم الشعارات في إسبانيا، بالإضافة إلى كونه مجددًا بارزًا لهذه التخصصات في المجال الإيبيرو-أمريكي. في عام 1988 انضم إلى الأكاديمية الملكية المَدريدية للشعارات والأنساب كعضو عامل، وتولى إدارتها من 1993 حتى 2009، ثم أصبح مديرًا فخريًا مدى الحياة. وعند وفاته كان مديرًا فخريًا للأكاديمية الملكية للتاريخ، بعد أن شغل منصب المدير المؤقت بين مارس وديسمبر 2014. كما كان عضوًا في المجلس الاستشاري للأكاديمية الدولية للشعارات، وخبيرًا مشاركًا في اللجنة الدولية للسجلوغرافيا التابعة للمجلس الدولي للأرشيف، وعضو شرف في الأكاديمية البرتغالية للتاريخ، وعضوًا في معهد الشعارات البرتغالي، وعضوًا مراسلاً للأكاديمية الملكية للأدب الحسن في برشلونة.
السيرة الذاتية
كان ابن شقيق حفيد المؤرخ الشهير رامون مينينديث بيدال. حصل على درجة الدكتوراه في الهندسة المدنية من جامعة مدريد التقنية، وكان عضوًا عاملاً بالأكاديمية الملكية للتاريخ (منذ 1991)، ونائب مديرها ومديرها الفخري. كما كان عضوًا عاملاً (1993-2009) ومديرًا فخريًا (منذ 2009) للأكاديمية الملكية المَدريدية للشعارات والأنساب، ونائب رئيس الجمعية الملكية لنبلاء إسبانيا. تولى إدارة مجلة هيدالغويا، وشارك في هيئة تحرير مجلة إمبلماتا المتخصصة في الرموز في أراغون.
برزت جهوده في نشر علم الشعارات الإسباني في الأوساط الثقافية الأوروبية من خلال المشاركة في العديد من المؤتمرات والندوات الدولية منذ عام 1955. وكان عضوًا في الاتحاد الدولي لعلم الأنساب والشعارات منذ 1971، وترأسه بين عامي 1990 و1994.
في مجال دراسته لنافارا، أولى اهتمامًا خاصًا بالبحث الصارم في أصل وتطور شعار النبالة المكوَّن من «سلاسل نافارا» منذ القرن الخامس عشر، من خلال دراسة الأرموريات الإنجليزية-الفرنسية التي تصف أسلحة ملوك نافارا، بما في ذلك التاج والشعارات والحاميات والعناصر الأخرى مثل "الكاربونكل". وتوصل إلى أن الكاربونكل ارتبط بسلاسل معركة نافاس دي تولوسا في عهد الملك كارلوس الثالث. كما دحض الفكرة الشائعة بوجود نسر أسود سابق كشعار لنافارا، مبيّنًا أن مثل هذا النوع من الرموز لم يكن موجودًا في تلك العصور.
في السجلوغرافيا، درس أكثر من 3,300 ختم من العصور الوسطى بدقة شديدة، ما أهّله ليكون خبيرًا مشاركًا في اللجنة الدولية للسجلوغرافيا. سمحت خبرته في المواد والتقنيات المختلفة بإثبات أصالة الوثائق ونَسَبها عبر قرون. كثير من هذه الدراسات أُنجزت بالتعاون مع ميكيل راموس أغيري وإسبيرانثا أوتشوا دي أولثا، اللذين شاركاه توصيف الأختام وتحليلها وربطها بالشخصيات أو المؤسسات التي استعملتها، ما جعل نافارا تحتل مكانة متقدمة جدًا في هذا المجال التاريخي، كما ذكر المؤرخ خوان خوسيه مارتينينا رويث في نعيه له، مؤكدًا أن الأرشيف الملكي والعام في نافارا يحوي واحدة من أهم مجموعات الأختام في أوروبا.
تعاون مرارًا مع المؤسسات في نافارا، سواء على المستوى المحلي — كما في بلدية سينترونيغو — أو على المستوى الجامعي عبر كرسي التراث والفن النافاري في جامعة نافارا.
أعماله
من أبرز كتبه:
كتاب الشعارات لمملكة نافارا، بلباو، 1974. أول دراسة شاملة لمحتوى المخطوط مع تحليل دقيق، رغم أن الصور كانت مصغرة لتقليل التكاليف.
الشعارات الإسبانية في العصور الوسطى، ج1: البيت الملكي لقشتالة وليون، مدريد، 1982.
ملاحظات في السجلوغرافيا الإسبانية، غوادالاخارا، 1988 و1993.
الرموز الشعاراتية: تفسير تاريخي، مدريد، 1993.
الأسود والقلاع: الرموز الشعاراتية في إسبانيا، مدريد، 1999.
شعار النبالة لنافارا، 2000.
التاريخ الأنسابي والشعاراتي للأباطرة والملوك والنبلاء في أوروبا (القرن 15)، دراسة لمخطوط كودكس إسكوريالنسيس.
شعار النبالة لإسبانيا، مدريد، 2004.
كما شارك في مؤلفات مثل:
قوالب الأختام الإسبانية (القرنان 12-16)، مدريد، 1987، مع إلفيرا غوميث بوسو.
الأختام في العصور الوسطى في نافارا، 1995، مع ميكيل راموس أغيري وإسبيرانثا أوتشوا دي أولثا.
الرموز الشعاراتية في الفن النافاري في العصور الوسطى، 1996، مع خافيير مارتينيث دي أغيري.
رموز إسبانيا، 2000، مع كارمن إغليسياس.
كتاب الشعارات لمملكة نافارا (طبعة جديدة مشتركة مع خوان خوسيه مارتينينا رويث)، 2005.
كتب أيضًا مع خوان خوسيه مارتينينا جميع مداخل "الشعارات" في الموسوعة الكبرى لنافارا.
الجوائز والتكريمات
جائزة "آدم إيفن" من الأكاديمية الدولية للشعارات (1975).
جائزة "سالازار إي كاسترو" (1960).
جائزة "مانوتشي" (1977).
جائزة "أمير فيانا للثقافة" (2011).

من التكريمات:
عدد خاص من مجلة أمير فيانا (2007) مخصص له.
عدد تذكاري من مجلة هيدالغويا (2021) بعد وفاته.